# Shoes
Os Shoes são uma banda norte-americana de power pop formada em 1974. Seus integrantes são os irmãos Jeff Murphy (guitarra / vocais) e John Murphy (baixo / vocais), e os amigos Gary Klebe (guitarra / vocais) e Skip Meyer (bateria). Segundo Collin Makamson "por anos em salas ou porões alugados, os Shoes travaram uma calma e educada revolução pop DIY, gravando discos inteiros em casa, na pequena cidade de Zion, Illinois, cada um amorosamente trabalhado com paixão e perfeccionismo". O Allmusic cita que "apesar da qualidade instantaneamente acessível e cativante de suas músicas, a banda não conseguiu alcançar sucesso comercial".

## História

### 1973-1978: Início, gravações caseiras, Bomp! Records, PVC, Sire
De acordo com a biografia em seu site oficial, no início dos anos 70 os amigos de escola John Murphy e Gary Klebe decidem se reunir para tocar, mesmo sem possuir formação musical ou instrumentos. Passam dois anos na aquisição de instrumentos e para desenvolver uma banda de garagem, aprendendo qualquer acorde que lhes mostrassem e ouvindo o som do The Beatles, Big Star, David Bowie, The Move, Todd Rundgren, Nils Lofgren, Badfinger, etc. No verão de 1973 o irmão de John, Jeff, pega dinheiro emprestado e compra uma máquina TEAC 3340 de gravação em quatro canais. A dupla John e Gary percebe logo que Jeff Murphy seria o terceiro membro do Shoes. Fazem suas primeiras gravações caseiras, sem nunca tocar em público, resultando primeiro no registro intitulado Heads or Tails. De acordo com informação na discografia do site oficial da banda, Heads or Tails foi gravado pelo trio no verão de 1974 e lançado no mesmo ano em apenas quatro cópias de acetato 10".
Ensinando-se mutuamente no aprendizado do seu som, a banda prossegue em 1975. Quando Gary Klebe viaja para a França, em estudos por um ano, John e Jeff fazem uma gravação surpresa para o retorno, One In Versailles, recrutando o baterista Barry Shumaker para as sessões. A prensagem foi 300 cópias de vinil 12". Gary voltou e os quatro fizeram outras gravações em questão de semanas, resultando no disco Bazooka. Em sua entrevista de três páginas para Collin Makamson (fim da página 1), Jeff Murphy comenta que tocar e gravar tudo por conta própria era "incomum. Mas como nós estávamos aprendendo tudo, era a nossa única opção. Mal sabíamos que estávamos na vanguarda da revolução de gravações em casa".
No final de 1975 John e Gary retornam para a faculdade. Shumaker deixa a banda e colocam Skip Meyer em seu lugar. Criam seu próprio selo de gravação, a Black Vinyl Records, e preparam, entre novembro de 1976 e maio de 1977, o disco Black Vinyl Shoes – "o auge dos nossos dias de quatro canais", segundo Jeff. Finalmente uma das cópias de Black Vinyl Shoes cai nas mãos de Greg Shaw, da Bomp! Records. Este chama a banda para gravar um single com as músicas "Tomorrow Night" e "Okay", lançado no ano de 1978 com a numeração BOMP 116. A Bomp! Ainda tinha interesse em lançar novas cópias de Black Vinyl Shoes. De acordo com Jeff Murphy (na página 2 de sua entrevista com Collin Makamson) "Greg Shaw queria lançar Black Vinyl Shoes por sua gravadora, mas não teve tempo hábil de fazê-lo". Acabou sendo lançado pela PVC Records (e no ano seguinte pela Sire Records).

### 1979-1982: Elektra Records
Em 5 de abril de 1979 a banda assina contrato com a gravadora Elektra. O primeiro disco a sair foi Present Tense, gravado entre julho e agosto do mesmo ano na Inglaterra, segundo o Allmusic, e lançado em outubro. Foi produzido por Mike Stone e co-produzido pela banda, destacando-se as músicas "Too Late", "Tomorrow Night", "Your Very Eyes", "In My Arms Again", "Now And Then", "I Don’t Miss You" e "I Don’t Wanna Hear It". Além de alguns singles pela Elektra, no final do ano de 1979 a banda faz quatro vídeos em performances ao vivo para o mercado europeu, "Too Late", "Tomorrow Night", "Cruel You" e "In My Arms Again", e que acabam sendo veiculados posteriormente pela MTV, segundo Jeff (página 3 da entrevista com Collin Makamson).
O segundo álbum pela Elektra, Tongue Twister, foi gravado entre junho e agosto de 1980 em Hollywood, Califórnia, e foi produzido por Richard Dashut e pela banda, sendo lançado em janeiro de 1981. Segundo o texto de Mark Deming (Allmusic) sobre o disco "a mixagem é significativamente mais hi-fi que a do disco anterior"..."de muitas maneiras Tongue Twister sugere o que seria Black Vinyl Shoes caso houvesse mais tempo e dinheiro". Destacam-se as músicas "Your Imagination", "Burned Out Love", "The Things You Do", "Karen", "Girls of Today" e "She Satisfies". A Elektra também prepara um EP promocional com seis músicas ao vivo, gravadas em 23 de maio de 1981 na Zion Ice Arena, intitulado Shoes on Ice e lançado gratuitamente com seu terceiro disco, Boomerang (o mesmo registro integraria posteriormente a edição de Boomerang em CD, lançada em 1990).
As gravações de Boomerang ocorreram entre março e maio de 1982 em Chicago; de acordo com o Discogs, produzidas por eles e lançadas em agosto do mesmo ano. Destacam-se as músicas "Curiosity", "Mayday", "Too Soon", "Double Talk" e "The Summer Rain". De acordo com Jeff a gravadora começou a ter problemas e a interferir nas escolhas da banda, também demitindo funcionários. O contrato se encerra no final de 1982 e o baterista Skip Meyer deixa o grupo. Jeff Murpy, ao ser entrevistado por Lee Zimmerman, comenta que "Skip apenas parou de vir ao estúdio. Ele nunca esteve envolvido na escrita, divulgação ou processo de produção e creio que ele percebeu que não havia mais muito a fazer. Eu não creio que ele sentiu que deveria continuar após a rescisão com a Elektra".

### 1983-atualidade: Short Order Recorder, Black Vinyl Records
Até o término do contrato com a Elektra o Shoes já havia construído seu próprio estúdio, o Short Order Recorder, nas proximidades de Winthrop Harbor, em sua terra natal. O trio remanescente passa o ano preparando Silhouette, seu próximo álbum, e colocando em prática seu antigo selo de gravação, a Black Vinyl Records, no apoio a outras bandas. De acordo com Jeff, "produzir tornou-se grande parte do que eu fiz entre 1985 e 1997. Isto realmente pagou as contas para nós e nos ajudou a manter o estúdio". Como deveria ser numa banda sem baterista, Silhouette foi um disco com maior orientação para teclados e batidas eletrônicas, sendo lançado em 1984 apenas na Europa. Destacam-se neste disco as músicas "Get My Message", "Will You Spin For Me", "When Push Comes To Shove", "Shining", "Turnaround" e "Running Wild". No início de década de 90 o disco é lançado por eles em CD nos Estados Unidos e com músicas extra.
Em 1987 o selo Black Vinyl Records lança a compilação Shoes Best e inclui nela "Love Is Like a Bullet", música de seu próximo álbum de 1989, Stolen Wishes; além de incluir a inédita "Pieces of Glass". Jeff Murphy comenta em entrevista com Lee Zimmerman que "o intervalo de tempo entre o disco de 84 e o de 89 foi, em parte, devido ao fato de nos mexermos com o novo estúdio. Então fomos contactados por Gene Simmons no início de 1988 sobre a assinatura de um contrato com ele, o que não serviu e acabou atrasando nossa evolução". Stolen Wishes também incluiria a música "Feel The Way That I Do", presente na trilha do filme Mannequin: On the Move de 1991, mesmo ano em que a banda Material Issue lança o clássico disco International Pop Overthrow, gravado no Short Order Recorder e produzido por Jeff Murphy. Também são lançadas músicas do Shoes, "I Miss You" e "A Thing of The Past", nas coletâneas Yellow Pills. Fazem shows da costa leste a oeste dos EUA durante aquele período. Propeller foi o sucessor de Stolen Wishes e sai em 1994 na França. De acordo com Stewart Mason, sobre Propeller no Allmusic, o trio aumenta a distorção de suas guitarras e diminui os teclados que fizeram parte de seus dois últimos discos. O Chicago Tribune anuncia a presença dos bateristas Ric Menck (que tocou com o Velvet Crush e Matthew Sweet) e Mike Zelenko (do Material Issue). 1995 é o ano de lançamento do disco Fret Buzz, com performances ao vivo e em 1997 sai uma edição limitada e dupla em CD, As Is, contendo versões alternativas e raras, além de conter os registros caseiros de Bazooka e One In Versailles.
De acordo com a biografia na página oficial da banda, "até o final do milênio, a produção de música em formato digital tornou obsoleto o propósito de todos os estúdios independentes"..."Shoes vendeu Short Order Records em 2004 e retornou às gravações caseiras". Em 2001 é lançado um tributo ao Shoes, intitulado Shoe Fetish. Em 2007 Jeff Murphy lança Cantilever, uma coleção de músicas de sua autoria, e a banda Shoes toca no Millennium Park de Chicago, assim como na WGN e WLS-TV. Também em 2007 é lançada a coletânea Double Exposure: Present Tense & Tongue Twister Demos, com as demo tapes de seus primeiros álbums pela Elektra. Excursionam no Japão por ocasião do lançamento de uma caixa de quatro CDs pela Air Mail Recordings em 2009, enquanto que na Espanha a Wah Wah Records relança Black Vinyl Shoes em edição luxuosa.
No ano de 2012 lançam, em agosto, o álbum Ignition, gravado desde o final de 2010 e contando com o baterista John Richardson nas gravações. Preparam o lançamento de uma biografia intitulada Boys Don’t Lie: The History of Shoes, escrita por Mary E. Donnelly. Em outubro, segundo o Allmusic, disponibilizam para o fãs a coletânea 35 Years - The Definitive Shoes Collection 1977-2012, produzida pela gravadora Real Gone Music.

## Discografia

### Álbuns caseiros
- Heads or Tails (1974) – gravação caseira
- One In Versailles (1975) – gravação caseira
- Bazooka (1975) – gravação caseira
- Black Vinyl Shoes (1977) – gravação caseira, relançada pela PVC e Sire Records

### Álbuns de estúdio
- Present Tense (1979) - Elektra Records
- Tongue Twister (1981) – Elektra Records
- Boomerang (1982) – Elektra Records
- Silhouette (1984) – Instant Records
- Stolen Wishes (1989) – New Rose Records
- Propeller (1994) – Black Vinyl Records
- Ignition (2012) - Black Vinyl Records

### Álbuns ao vivo
- Shoes on Ice (1982) – Elektra Records
- Fret Buzz (1995) – Black Vinyl Records

### Singles (EUA)
- 7", A: "Tomorrow Night" / B: "Okay" (1978) – Bomp! Records
- 7", A: "Tomorrow Night" / B: "Now And Then" (1979) – Elektra Records
- 7", A: "Too Late" / B: "Now And Then" (1979) – Elektra Records
- 12", A: "Tore A Hole", "Tore A Hole" (ao vivo) / B: "Never Ending" (ao vivo), "Tomorrow Night" (ao vivo) (1995) – Black Vinyl Records

### Coletâneas
- Shoes Best (1987) – Black Vinyl Records
- As Is (1997) – Black Vinyl Records
- Double Exposure: Present Tense & Tongue Twister Demos (2007) – Black Vinyl Records
- Shoes (2009) – Air Mail Recordings – Caixa de quatro CDs com todo o material da banda lançado pela Elektra e mais 11 músicas raras e gravações alternativas.
- 35 Years - The Definitive Shoes Collection 1977-2012 (2012) - Real Gone Music

### Músicas em coletâneas de power pop
- DIY: Shake It Up! - American Power Pop II (1978-80) (1993) - Rhino Records (músicas "Tomorrow Night" e "Too Late")
- Yellow Pills - The Best of American Pop! Volume 1 (1993) - Big Deal Records (música "I Miss You")
- Yellow Pills - More of the Best of American Pop! Volume 2 (1994) - Big Deal Records (música "A Thing of The Past")
- The Roots of Powerpop (1996) - Bomp! Records - (música "Tomorrow Night")
- Poptopia! Power Pop Classics of The '70s (1997) - Rhino Records (música "Too Late")
- 20 Greats From The Golden Decade of Power Pop (2005) - Varèse Sarabande (música "Too Late")

### Tributo
- Shoe Fetish: A Tribute To The Shoes (2001) – Parasol Records